# Synopeas chinensis
Synopeas chinensis är en stekelart som beskrevs av Peter Neerup Buhl 2007. Synopeas chinensis ingår i släktet Synopeas och familjen gallmyggesteklar. Inga underarter finns listade i Catalogue of Life.